# 廖靜賢
廖靜賢（1994年6月22日—）是臺灣女子田徑運動員，她曾在亞洲運動會上有傑出表現，被稱為新生代的「風速女王」接班人。

## 外部連結
- 廖靜賢在国际奥林匹克委员会的资料
- 廖靜賢在的頁面